# Naga jolokia
A naga jolokia (bhut jolokia, más néven szellem chili) a cserjés paprika és a kínai paprika egyik hibridje (Capsicum frutescens × Capsicum chinense cultivar „Naga Jolokia”). 2007-ben a Guinness rekordok könyvébe mint a világ legcsípősebb paprikája került be 1 001 304 Scoville-egységgel (SHU), és egészen 2011-ig tartotta elsőbbséget. 
Indiában nemesítették ki az ezredfordulón, Asszám, Manipur és Nágaföld szövetségi államokban (tehát Bangladestől keletre és északra) termesztik.
A bhut jolokia jelentése asszámi nyelven "bhutáni paprika", de maga a bhut, ejtéstől függően, jelentheti azt is, hogy szellem, innen a másik nevének eredete. A "naga" név Nágaföldre utal.

## Jellemzői
Más paprikafajtákkal ellentétben nemcsak a magházában, hanem az egész termésben termeli a csípősségért felelős kapszaicint. Az érett paprikatermés 6-9 cm hosszúságú és 2,5-3 cm vastag. Színe lehet vörös, sárga, narancs, vagy csokoládészínű. Az Indiában nemesített változat rendkívüli változatosságot mutat a termések mérete  és a termés bősége terén. A paprika jelegzetesen egyenetlen felületű és nagyon vékony a héja. 
Frissen vagy szárítva fogyazstják, elsősorban curryben, savanyúságokban vagy csatniban. Népszerű még sertéshússal és szárított vagy fermentált hallal. Rendkívüli ereje miatt erőspaprika-evő versenyeken is fogyasztják.
Északkelet-Indiában a paprikát kerítésekre kenik vagy füstbombákhoz adják, hogy így tartsák távol az elefántokat a veteményestől. A belőle kinyert kapszaicin segítségével úgynevezett csiligránátokat is készítenek, mely egyfajta könnygázbomba.

## Képek

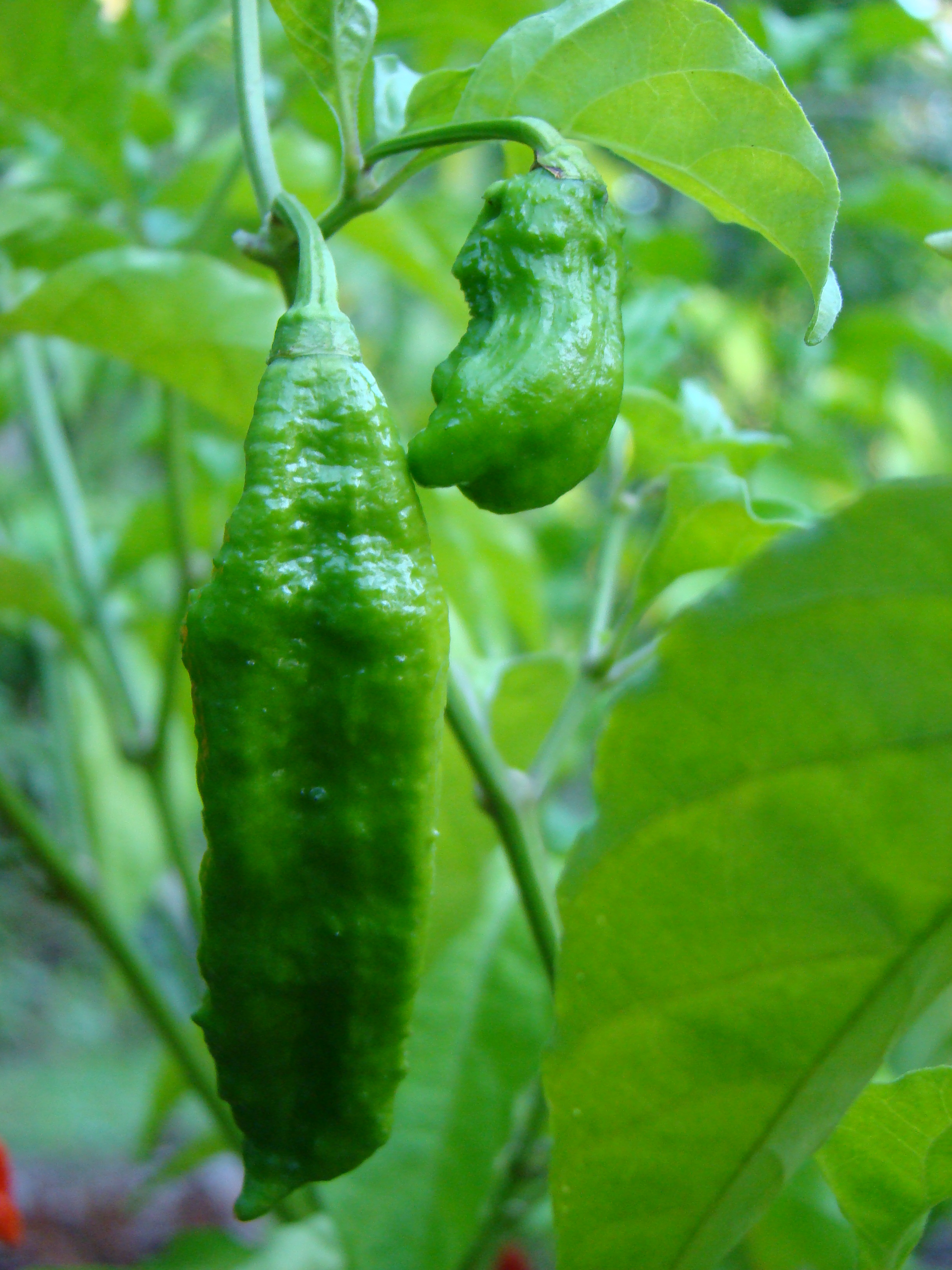
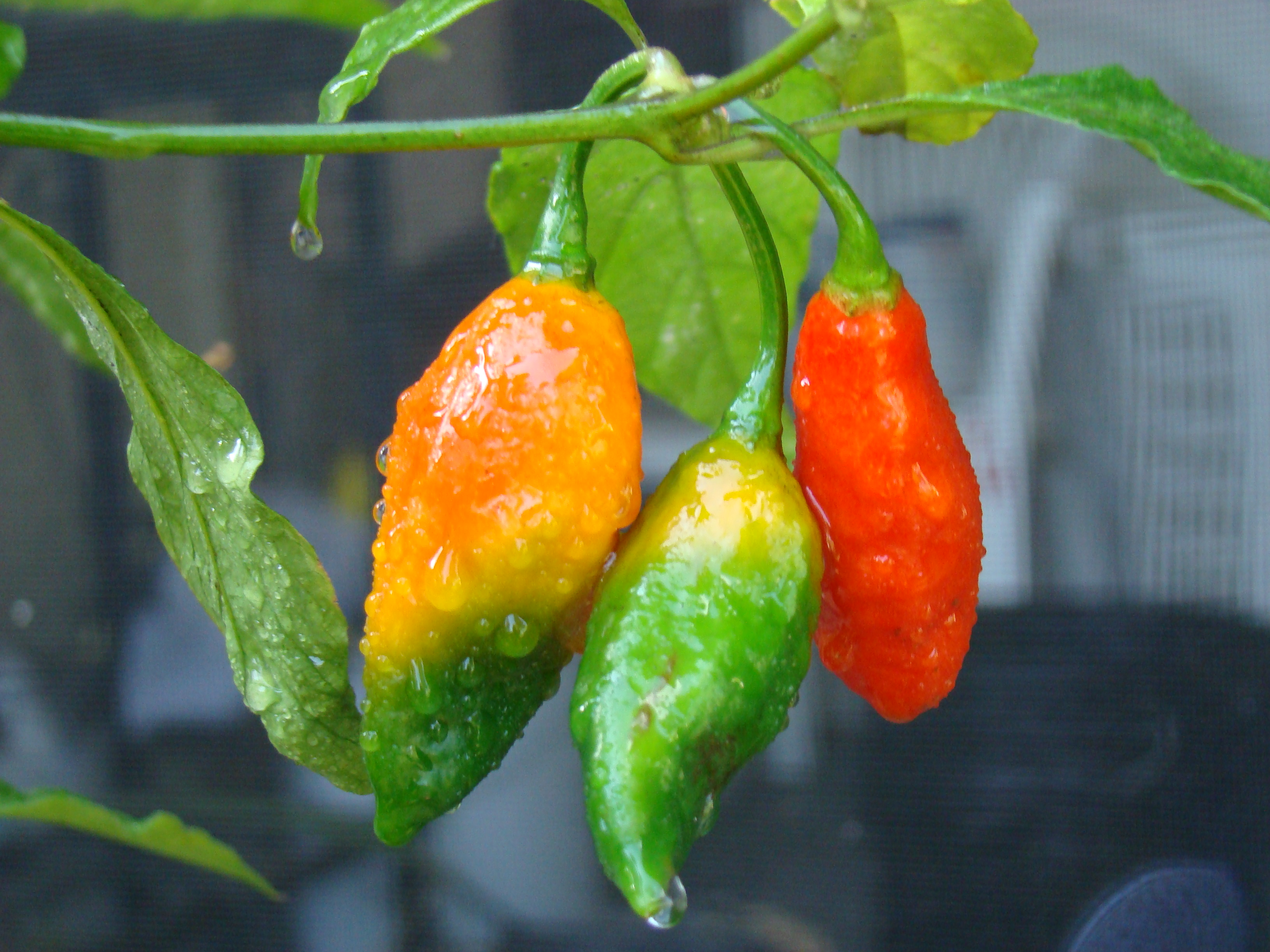
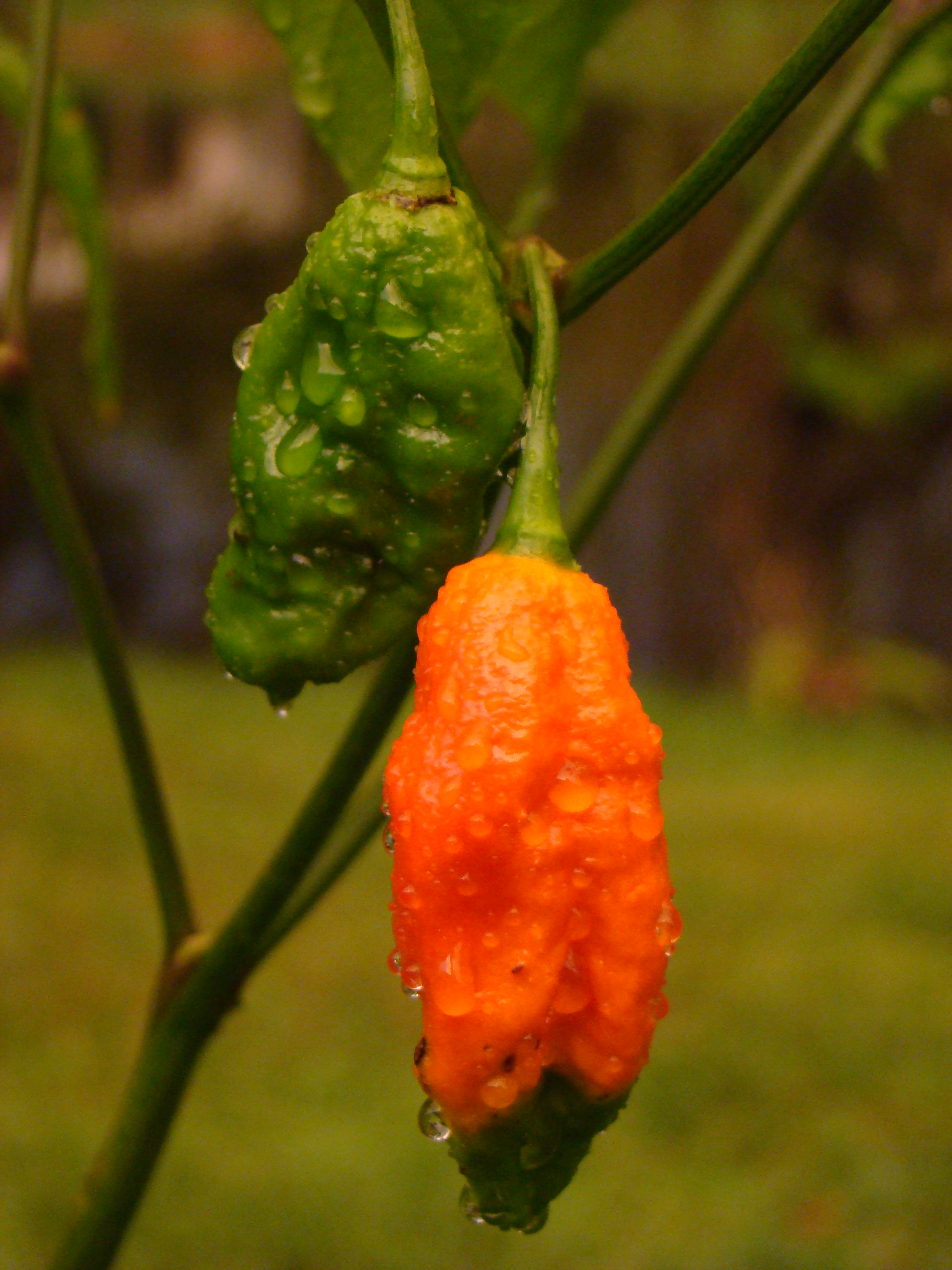
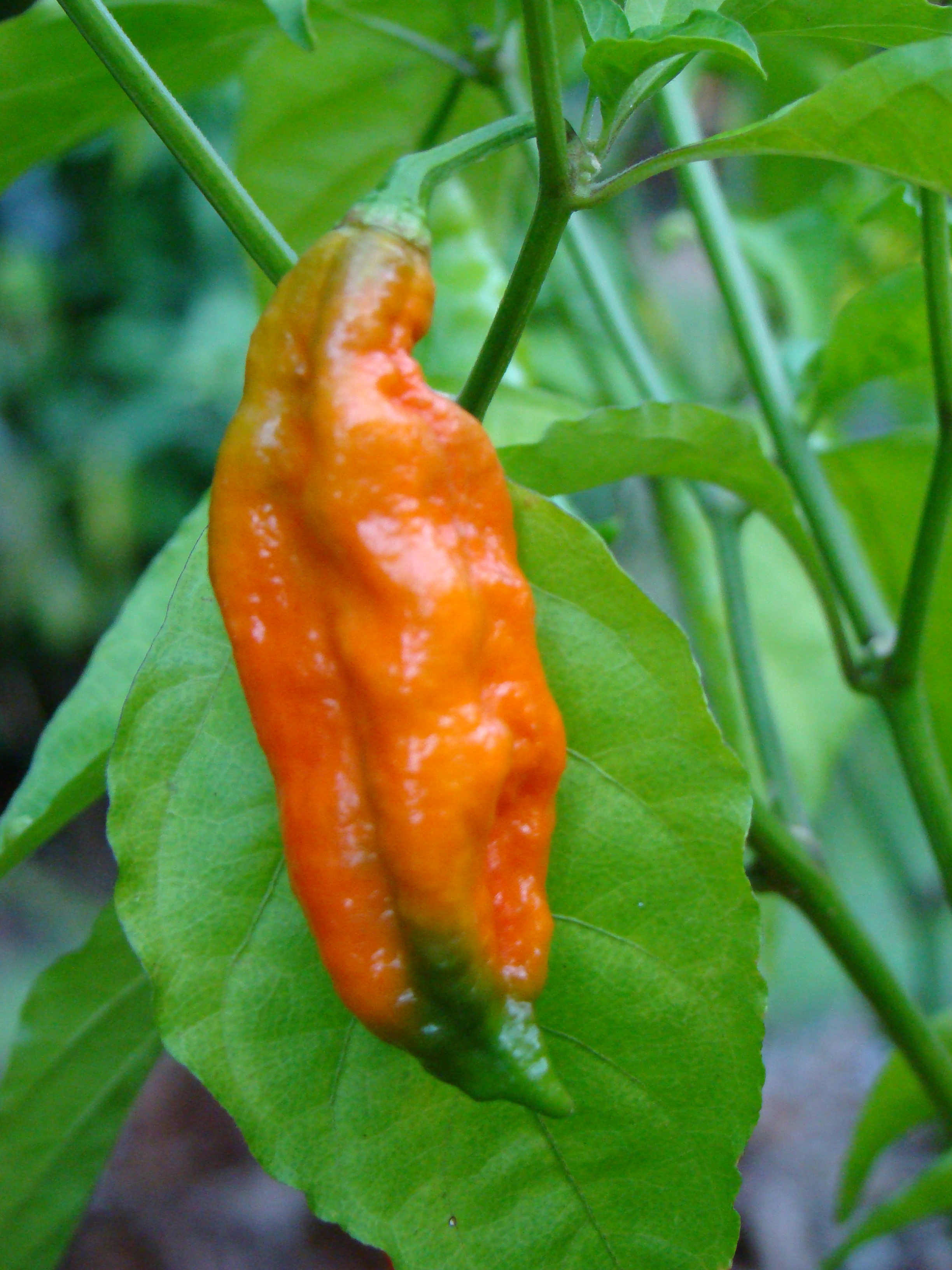
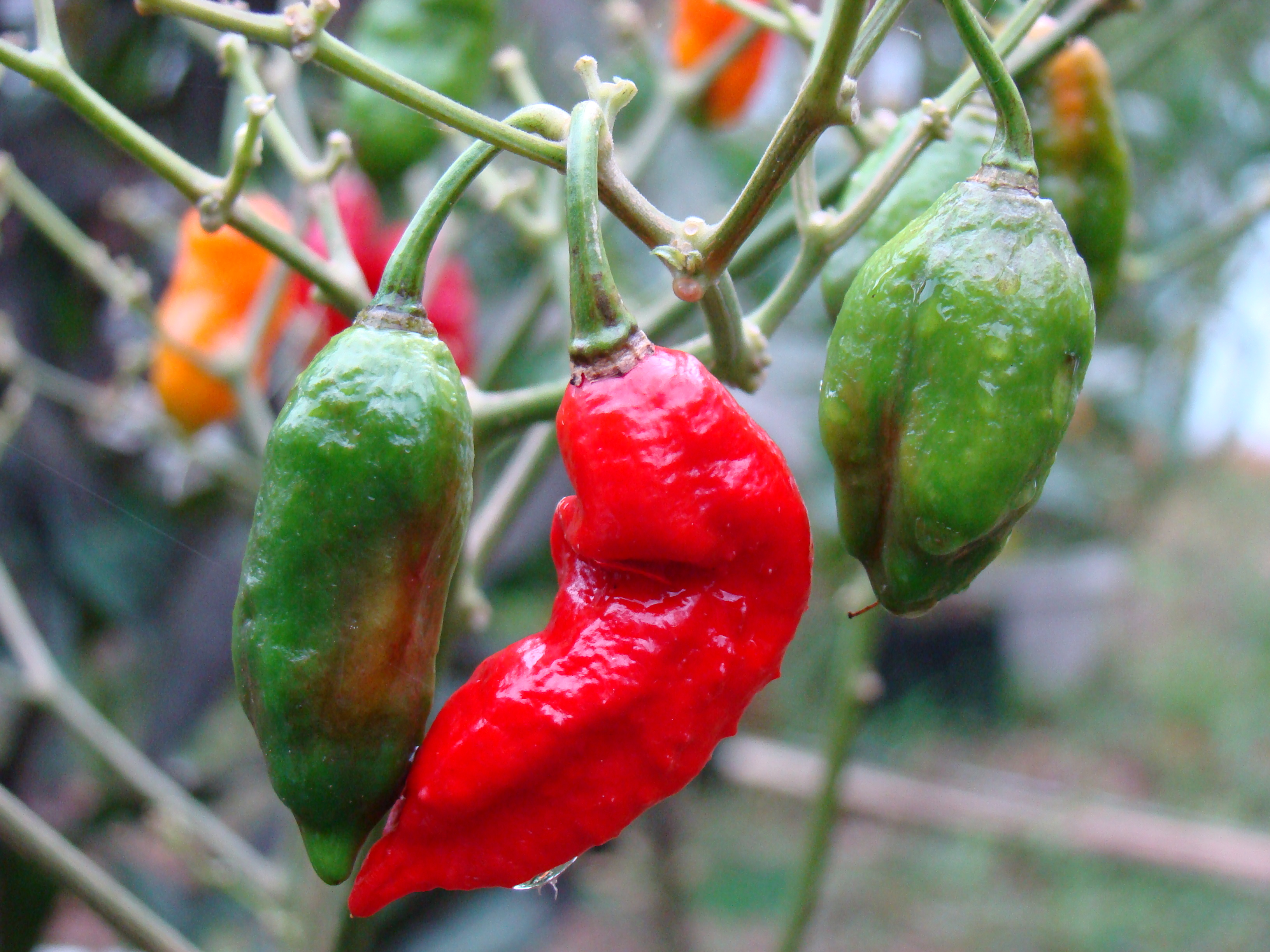
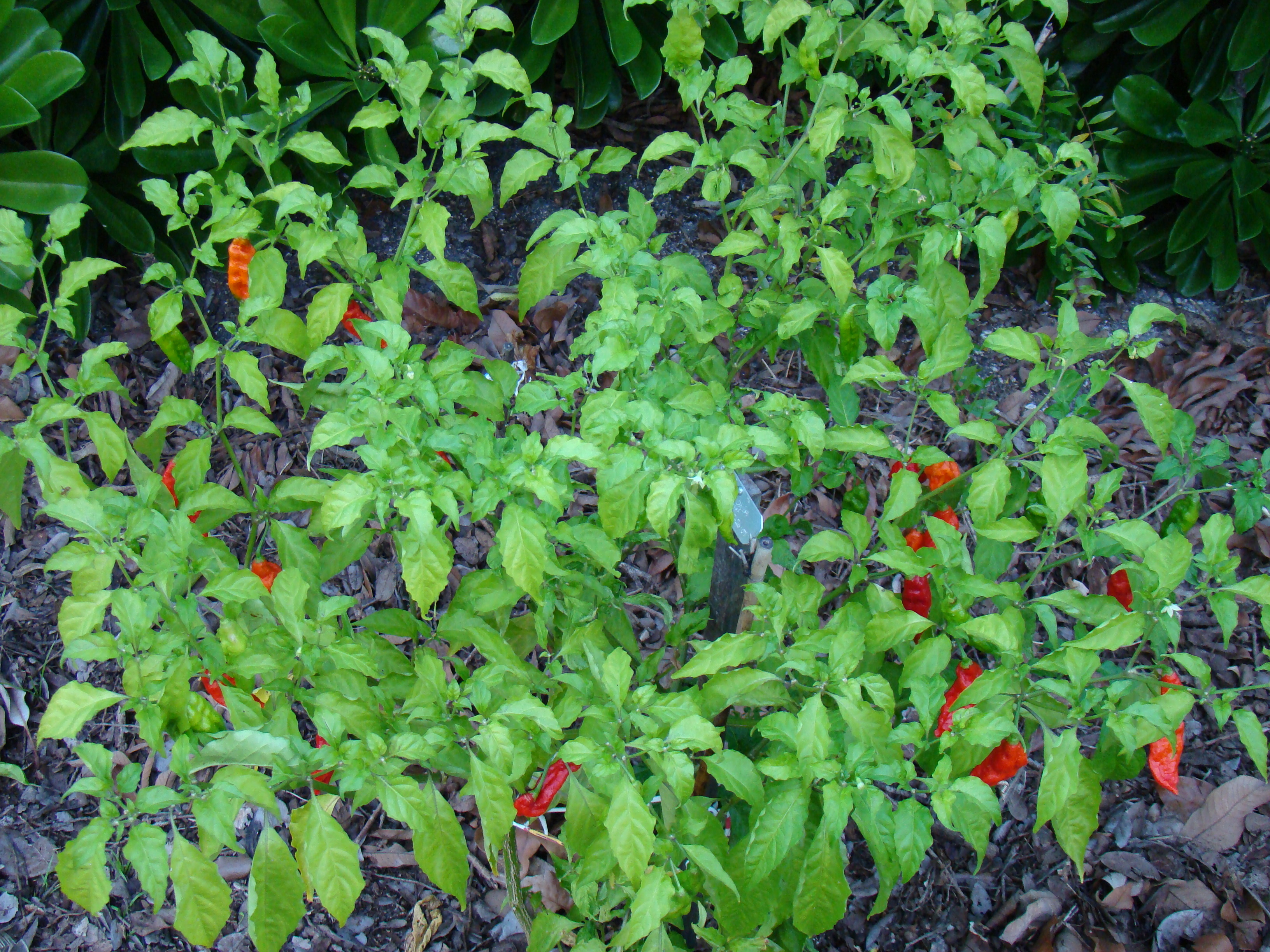
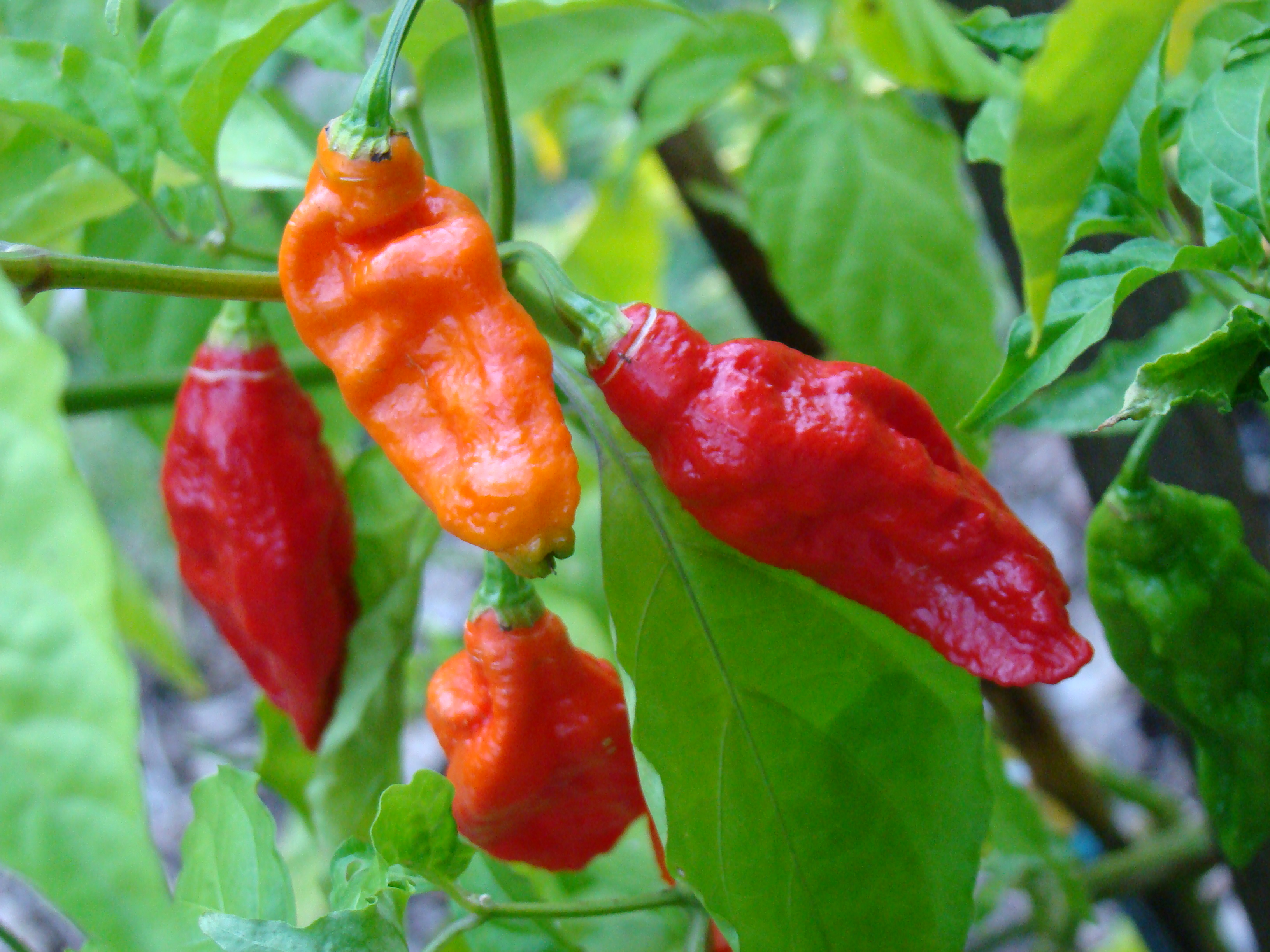